# Орунміла
Орунміла або Іфа́ — бог ворожіння, мудрості і долі народу йоруба.
Символ — равлик.
Колір — жовтий і зелений.
Згідно з міфами, Іфа з'явився на землі в місті Іфе — найдавнішому з міст-держав йоруба, їх священному центрі, але згодом він влаштувався в місті Адо. Там він посадив на скелі горіх, з якого відразу виросло шістнадцять дерев, від яких і пішов народ йоруба.
Бога Іфа називають також богом пальмових горіхів, оскільки ними користуються при ворожінні Іфа́.
Орунміла високо цінується в межах пантеону йоруба. Він — Оріша, який передбачає майбутнє і відповідає за долю людини. Орунміла — посередник між людьми і Олодумаре. Він невидимо присутній при кожному народженні, спостерігає за вагітностями і зростанням дітей. Він знає, як використовувати як церемоніальні, так і загоювальні трави і інструктує людей про їх використання. Орунміла притаманні — мудрість, розум, мораль, захист від деструктивних сил і Смерті. Завдяки Орунміла, що зв'язується з ними через оракулів, Бабалаво може придумувати розв'язання проблем людини. Його поради завжди супроводжується записами.
Культ Іфи набув у йоруба дуже великого значення. Його жерці вважалися найголовнішими серед інших. До них зверталися за порадою, перш ніж почати війну або піти на примирення, розпочати будівництво будинку, у випадку бездітності і тому подібних випадках.
На честь цього бога влаштовували щорічні свята.